# جنبش روشنایی
جنبش روشنایی به معترضان اکثراً هزاره در افغانستان گفته می‌شود که علیه تغییر پروژه لین برق۵۰۰ کیلوولت پلخمری به کابل از مسیر بامیان-میدان وردک به مسیر سالنگ، اعتراض نمودند.

## تغییر مسیر خط برق ترکمنستان به افغانستان
یک مسیر خط برق ۵۰۰ کیلو ولت که قرار بود از ترکمنستان به افغانستان وارد شود طرحی بود که طراحی اولیه آن توسط شرکت آلمانی فیشنر انجام شد و قرار بود این خط برق از مسیر ولایات مرکزی افغانستان از جمله بامیان عبور کند. اما دولت با ادعای کوتاه بودن مسیر سالنگ و کاهش هزینه‌ها مسیر سالنگ را به عنوان مسیر عبور این خط برق اعلام کرد. تصمیم جایگزینی مسیر سالنگ با مسیر بامیان در جلسه ۱۱ ثور/اردیبهشت ۱۳۹۵ کابینه افغانستان تصویب شد. این جایگزینی، اعتراض‌های قشرها مختلف مردم را در افغانستان و سایر کشورها ـ مخصوصاً هزاره‌ها و شماری از مقامات سیاسی این کشور را در پی داشت و این تصمیم را یک اقدام غیر ملی و تبعیض‌آمیز دانستند و دست به اعتراض زدند. شورای علمای شیعه افغانستان در بیانیه‌ای خواستار عبور پروژه توتاپ از مسیر بامیان شدند.
محمد اشرف غنی در جواب به اعتراضات مدعی شد که تصمیم تغییر مسیر خط برق در زمان دولت حامد کرزی و به پیشنهاد محمد اسماعیل‌خان و با امضا محمدقسیم فهیم گرفته شده‌است. دولت پس از تشکیل یک کمیسیون و طی بررسی اعلام کرد که یک مسیر فرعی ۲۲۰ کیلو ولت را به بامیان انتقال می‌دهد، اما خط برق ۲۲۰ کیلو ولت دوشی-بامیان مورد قبول معترضان قرار نگرفت.

## رهبران جنبش روشنایی
رهبری این جنبش را شورای عالی مردمی جنبش روشنایی بر عهده داشت که در هنگام شکل‌گیری متشکل از شماری از احزاب سیاسی، نمایندگان پارلمان، استادان و دانشجویان دانشگاه‌ها و فعالان مدنی عمدتاً هزاره بود. احزاب شناخته شده که توسط سیاستمداران مشهور هزاره مانند کریم خلیلی، محمد محقق، سرور دانش رهبری می‌شدند، نمایندگان خود را برای عضویت در این شورای مردمی معرفی کرده بودند. علاوه بر آن شمار زیادی از نمایندگان پارلمان نیز در شواری عالی مردمی جنبش روشنایی حضور داشتند که بعدها به دلایلی عده‌ای از آن‌ها از جنبش خارج شدند.

### اعضای شورای عالی مردمی جنبش روشنایی
- داکتر محمد تقی امینی: استاد دانشگاه کاتب
- احمد بهزاد: نماینده مردم هرات در پارلمان.
- محمد نبی احمدی: استاد دانشگاه دنیا
- یعقوب علی مطهری: استاد دانشگاه پروان
- انجنیر خراسانی (رضا حیدری): استاد دانشگاه کاتب
- عبدالرحمان شهیدانی: نماینده مردم بامیان در پارلمان.
- غلامحسین ناصری: نماینده میدان وردک در پارلمان.
- اصغر سروش: مدافع حقوق بشر و فعال رسانه ای
- بسم الله رنجبر: عضو آکادمی علوم افغانستان
- داوود ناجی: فعال رسانه ای
- محمد علی حیدری (کیامهر): استاد دانشگاه
- عبدالحمید اعتمادی: استاد دانشگاه
- سردار قلندری: استاد دانشگاه
- محمد ظریف جویا فعال مدنی از ولایت کابل
- محمد اعتمادی فعال مدنی از ولایت کابل
- مرتضی دانش فعال مدنی از ولایت کابل
- محمد علی اخلاقی نماینده مردم غزنی در پارلمان
- شاه‌گل رضایی: نماینده مردم غزنی در پارلمان.
- ذوالفقار امید: رهبر حزب کار و توسعه.
- لیلا محمدی: فعال مدنی و مدافع حقوق زنان.
- محمدعارف رحمانی: نماینده مردم غزنی در پارلمان.
- جعفر مهدوی: نماینده پارلمان.
- ریحانه آزاد: نماینده پارلمان.

### حامیان جنبش روشنایی
- لطیف پدرام: نماینده مردم بدخشان در پارلمان.
- ناهید فرید: نماینده مردم هرات در پارلمان.
- عزیز رویش: مؤسس و استاد لیسه عالی خصوصی معرفت.

## تظاهرات جنبش روشنایی

### تظاهرات ۲۷ ثور ۱۳۹۵
معترضان جنبش روشنایی در ۲۷ ثور ۱۳۹۵ به دلیل فیصله دولت در خصوص انتقال برق از مسیر سالنگ و تبعیض دست به تظاهرات زدند. در این تظاهرات جنبش روشنایی اعلان کرد که دولت باید مصوبه ۱۱ ثور که مسیر خط برق را از سالنگ اعلان کرده بود لغو کند. این تظاهرات تحت شرایط امنیتی شدید و هشدار دولت مبنی بر برخورد جدی با کارمندان دولتی که در این تظاهرات شرکت کند و در صورت بروز هرگونه آشوب، رهبران جنبش را دستگیر می‌کند برگزار شد. این تظاهرات در حالی برگزار شد که دولت در مسیر تظاهرات اقدام به قرار دادن کانتینرهایی زده بود برگزار شد و تظاهرات کنندگان با شعار دادن خواستار عدالت و انتقال برق از مسیر اصلی آن بامیان شدند. در جریان برگزاری تظاهرات اعضای جنبش روشنایی با پاک کردن مسیر تظاهرات و اهدا گل به پلیس مدنیت خود را نشان دادند. چندی بعد و هم‌زمان با چهارمین نشست کنفرانس بین‌المللی گفت‌وگوهای افغانستان و آسیای مرکزی در ولایت بامیان، صدها تن از اعضای جنبش روشنایی در این ولایت تظاهرات کردند.

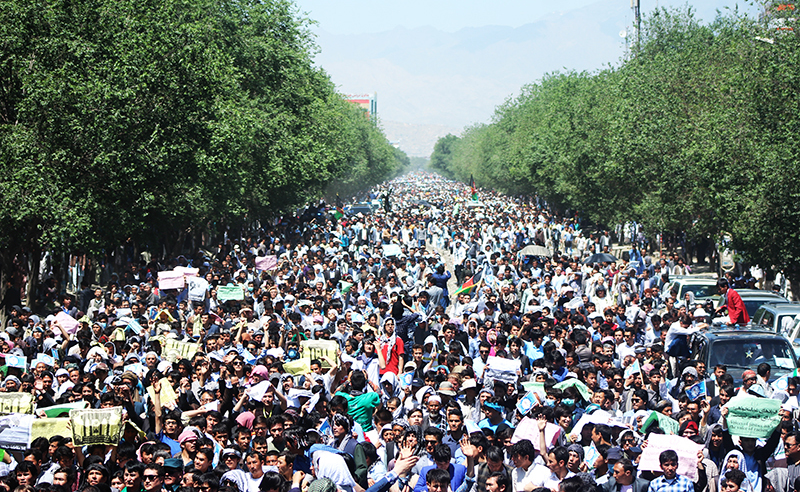
تصویر تظاهرات دو اسد ۱۳۹۵ جنبش روشنایی که در اثر حمله انتحاری دست کم ۸۰ تن جان خود را از دست داده و ۲۳۱ تن دیگر مجروح شدند.

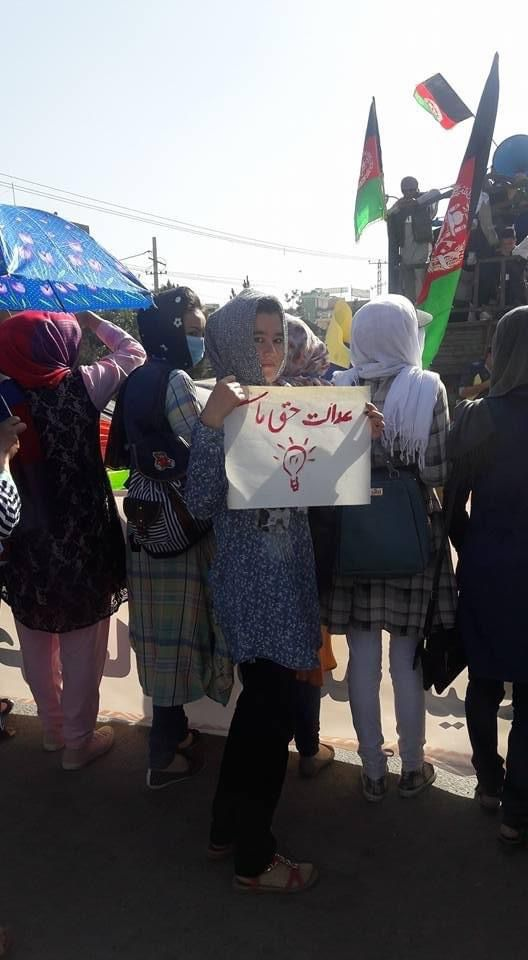
عدالت حق ماست درد ما برق نیست درد ما فرق است

### تظاهرات ۲ اسد ۱۳۹۵
شورای عالی جنبش روشنایی در اعلامیه‌ای اعلان کرد که گفتگوها با دولت به توافق نرسیده و خواهان تظاهرات نامحدود از دوم اسد شدند. هرچند برخی از اعضای اولیه جنبش از جمله سرور دانش، محمد محقق، کریم خلیلی، صادق مدبر خواستار لغو این مراسم شدند، اما اعضای دیگر، آن تظاهرات را حق مسلم مردم دانسته و خواستار برگزاری تظاهرات شدند. این تظاهرات که قرار بود در ابتدا در ده مسیر و تجمع نهایی آن در میدان پشتونستان باشد به درخواست فرماندهی گردان کابل تنها از یک مسیر و انتهای مسیر به میدان دهمزنگ تغییر یافت. در روز تظاهرات صدها هزار تن از هواداران جنبش روشنایی به خیابان‌ها آمده و شعارهای علیه تبعیض و خواستار انتقال برق از مسیر اصلی آن یعنی از بامیان شدند. این تظاهرات که از اوایل صبح شروع شده بود و دولت به ادعای تأمین امنیت کانتینرهایی در مسیر تظاهرات قرار داده بود.

#### حمله تروریستی به هواداران جنبش روشنایی
در حدود ساعت ۱۴:۳۰ هنگامی که تظاهرات کنندگان در میدان دهمزنگ تجمع کرده بودند و در حال ایجاد محل‌های برای تحصن نامحدود بودند، سه حمله‌کننده به تظاهرات کنندگان حمله کردند. فرد اول توانست دست به انتحار بزند، نفر دومی انتحار ناقص انجام داد و تروریست سومی به اثر شلیک گلوله نیروهای امنیتی از بین برده شده‌است. زخمیان و جان باختگان این حمله به بیمارستان‌های ابن سینا و استقلال و بعدها عده‌ای از اشخاص که وضعیتی وخیم‌تر داشتند به هند برای درمان فرستاده شدند. در جریان این حمله انتحاری حدود ۸۶ تن جان باختند و بیش از ۲۳۰ تن دیگر زخمی شدند. داعش مسئولیت این حمله را بر عهده گرفت. جان باختگان این حمله در تپه موسوم به تپه شهدای جنبش روشنایی به خاک سپرده شدند.

##### مواد انفجاری این حمله
ریاست امنیت ملی افغانستان در گزارشی اعلام کرد که مواد انفجاری که روز گذشته در میان تظاهرات کنندگان جنبش روشنایی بکار رفته از نوع «آر دی ایکس» است که تنها در اختیار دولت‌ها قرار دارد.

##### کشته شدن سازمان دهنده این حمله
ریاست امنیت ملی در خبری اعلام کرد که مولوی خراسانی یکی از سازمان‌دهندگان داعشی این حمله در عملیات نیروهای دولتی در ولسوالی اچین در ولایت ننگرهار کشته شده‌است.

#### تأمین امنیت تظاهرات
اعضای شواری عالی مردمی جنبش روشنایی در روزهای قبل از تظاهرات اعلان کردند که تظاهرات روز دوم اسد به عهده حکومت و مشخصاً پولیس ملی است و شورای عالی از حکومت می‌خواهد که برای تأمین امنیت و حفظ نظم عمومی، فردا دوم اسد را رخصتی عمومی اعلام کند.

#### واکنش‌ها پس از حمله به تظاهرات کنندگان جنبش روشنایی
- پس از حمله به دولت یک روز عزای عمومی اعلام کرد و برای ۱۰ روز هرگونه تظاهرات ممنوع اعلام شد.[۱۹]
- شورای امنیت سازمان ملل در اعلامیه‌ای این حمله را نکوهش کرده و از بحرانی بودن وضعیت در افغانستان نگرانی کرد.[۲۰]
- نماینده سازمان ملل در افغانستان این حمله را جنایت جنگی خواند.[۲۱]
- دیدبان حقوق بشر نیز با تقبیح کردن حمله تروریستی، گفته‌است که هیچ تعهدی مبنی بر هدف قرار ندادن غیر نظامیان در نزد طالبان وجود ندارد.[۲۰]
- آمریکا این حمله را به شدت محکوم کرد و از آمادگی در مبارزه علیه افراط گرایی و تروریزم در کنار دولت افغانستان خبر داد. همچنین سخنگوی کاخ سفید بیان کرد که این حمله «شرم‌آور» را بیشتر «نفرت‌انگیز» می‌کند، آن است که این حمله مردمانی را که در یک راهپیمایی صلح‌آمیز شرکت داشتند، هدف گرفته‌است.[۲۰][۲۲]
- وزارت امور خارجه آمریکا در گزارش سالانه حقوق بشر خود این حمله را یک جنایت علیه قوم هزاره یادآور شد.[۲۳][۲۴]
- ولادیمیر پوتین با محکوم کردن این حمله آمادگی کشورش روسیه را برای همکاری با دولت افغانستان برای مبارزه با تروریستان اعلان کرد.[۲۵]
- نارندرا مودی نخست‌وزیر هند همچنان این حمله را تقبیح کرده آن را حمله ناجوانمردانه به جان مردمان بی‌گناه خوانده‌است.[۲۰]
- جواد ظریف وزیر امور خارجه ایران در صفحه توئیترش نوشته‌است: بمب‌گذاری‌های تروریستی افغانستان نمونه دیگری از عمق شرارت داعش است.[۲۶]
- طالبان با محکوم کردن این حمله آن را عاملی برای تفرقه پراکنی در میان مردم افغانستان عنوان کرده‌است.[۲۷]
- ژنرال جان نیکلسون، فرمانده کل ناتو در افغانستان نیز این حمله را محکوم کرد و آن را کار دشمنان صلح افغانستان خواند.[۲۲]

#### گزارش یوناما از حمله به تظاهرات کنندگان جنبش روشنایی
هیئت معاونت سازمان ملل متحد در افغانستان، یوناما حمله تروریستی به هواداران جنبش روشنایی در میدان دهمزنگ را مورد بررسی قرار داده و نتایج آن را در گزارشی اعلام کرد. در این گزارش نکات زیر آمده‌است:
- تاکنون نیروهای امنیتی، سندی که ثابت سازد که این حمله توسط داعش انجام شده‌است، در دست ندارند.
- در این حمله هشتاد و پنج نفر کشته و ۴۱۳ تن دیگر زخمی شدند.
- در حادثه دوم اسد دو انتحارکننده نقش داشته‌اند (به ادعای اعضای جنبش روشنایی سه نفر بوده که نفر سوم توسط نیروهای امنیتی در محل بیرون برده شده‌است).
- اقدام انتحارکننده دوم چهار دقیقه پس از حمله اول صورت گرفت، به کسی آسیب نرسیده‌است.
- تصاویری که توسط کمره‌های امنیتی ضبط شده و خسارات وارده بر اشیاء نشان می‌دهد که حمله‌کنندگان از یک نوع «ساچمه» جاسازی شده در جلیقه‌های انتحاری خود استفاده کرده‌اند.
- ساچمه‌ها جراحاتی شبیه شلیک گلوله به‌وجود آورده‌است.
- دو تن از نیروهای امنیتی ۱۵ گلوله شلیک کرده و نفر دوم حمله‌کننده را از پای درآورده و به شخص دیگری آسیبی نرسیده‌است.
- در روز تظاهرات دوم اسد، شصت سرباز پولیس از برای تأمین امنیت محل تعیین شده بودند.
- به نقل از نیروهای امنیتی، جنبش روشنایی مسیر تظاهرات را به آنان اعلام نکرده و هماهنگی لازم وجود نداشته‌است.
- حمله دوم اسد یک اقدام عمدی به منظور گسترش وحشت در میان غیرنظامیان به ویژه آسیب زدن به افراد یک قوم و مذهب مشخص بوده‌است.
- شواهدی برای اثبات ادعاهایی مبنی‌بر این که دولت در این حمله دست داشته وجود ندارد.
- یوناما نتوانست شواهدی را دریافت کند که غفلت نیروهای امنیتی افغانستان در برنامه‌ریزی و برخورد با این حادثه را ثابت سازد.

### تظاهرات ۶ میزان ۱۳۹۵
شورای عالی مردمی «جنبش روشنایی» تظاهراتی که اعلام کرده بود در تاریخ ۶ میزان ۱۳۹۵ به راه می‌اندازد را با توجه به درخواست شماری از نهادهای مدنی، سازمان ملل، کمسیون حقوق بشر و اعلام آمادگی حکومت برای گفتگو با سران جنبش روشنایی و تا روشن شدن نتیجه مذاکرات به تعویق انداخت تا با حکومت تحت نظارت نماینده سازمان ملل متحد وارد گفت‌وگو شود.

### تظاهرات ۱۴ میزان ۱۳۹۵ بروکسل بلژیک
در چهارشنبه، ۱۴ میزان ۱۳۹۵ هواداران جنبش روشنایی از سراسر اروپا هم‌زمان با کنفرانس بروکسل که با حضور رئیس‌جمهور افغانستان همراه بود در کنار پارلمان اروپا گرد هم آمدند و در اعتراض به تصمیم رئیس‌جمهور اشرف غنی و حکومت افغانستان در مورد عبور خط ۵۰۰ کیلوولت از مسیر بامیان - میدان وردک و تبعیض نژادی علیه هزاره‌ها شعار سر دادند و خواستار بهره‌مندی یکسان اقوام پشتون و غیر پشتون از خدمات و نعمات حکومتی شدند.
تظاهرات کنندگان در این تظاهرات از سران کشورهایی اروپایی خواستار تشکیل یک نهاد برای نظارت از درست مصرف شدن پول‌ها و کمک‌هایی که به افغانستان می‌شود به منظور تطبیق انکشاف متوازن، رعایت عدالت اجتماعی و جلوگیری از فساد دولتی ایجاد نمایند.

در اعلامیه‌ای که هواداران جنبش روشنایی در این تظاهرات اعلان کردند آمده‌است:
«انتظار و خواست ما از جامعه جهانی، به خصوص اتحادیه اروپا، آن است که با اقدامات مشخص از هزینه شدن پول مالیات دهندگان جامعه جهانی در راستای سیاست‌های تبعیض‌آمیز، به صورت مشخص در قبال هزاره‌ها و تشدید شکاف‌های قومی در افغانستان جلوگیری نماید و رهبران دولتی را وادار به رفتار برابر در قبال شهروندان عاری از وابستگی‌های قومی، زبانی، عقیدتی و جنسیتی نماید.»
همچنین در این تظاهرات علیه توافق‌نامه راه پیشرو که منجر به اخراج اجباری مهاجرین افغانستانی پس از دریافت جواب منفی از کشورهای اروپایی به افغانستان می‌شد نیز اعتراض کردند.

### تظاهرات ۲ حوت ۱۳۹۵ مونیخ آلمان
همزمان با سفر اشرف غنی به مونیخ و شرکت در کنفرانس امنیتی مونیخ، هزاران تن از هواداران جنبش روشنایی از سراسر اروپا در مونیخ جمع شدند و علیه اقدامات دولت و تبعیض علیه هزارهها دست به تظاهرات زدند. معترضان در این تظاهرات خواهان انتقال مسیر برق از مسیر بامیان شدند و اقدام دولت در خصوص تغییر خط برق از بامیان به مسیر سالنگ را تبعیض سیستماتیک علیه هزاره‌ها عنوان کردند.
- در بیانیه جنبش روشنایی در خصوص حضور در این تظاهرات آمده بود:[۴۰]

حضور گسترده مهاجران در حاشیه «کنفرانس امنیتی مونیخ»، با هدف رساندن صدای دادخواهی خود به گوش جامعه جهانی، این حقیقت را روشن کرد که چراغ روشنایی خاموش نمی‌شود.
- داوود ناجی از رهبران جنبش روشنایی که در این تظاهرات شرکت کرده بود در جریان این تظاهرات خطاب به اشرف غنی بیان کرد:[۴۱]

 هیچ راهی فرار از عدالت وجود ندارد، گستردگی عدالت‌خواهی جنبش روشنایی تمامی قلمرو آفتاب را در سراسر جهان گرفته و ما دیگر نمی‌خواهیم که تبعیض پیشه گان از تیررس اعتراضات مدنی و فریاد عدالتخواهی ما به هزاره قرار بگیرند، در لندن، بروکسل، ورشو و اکنون در مونیخ و در آینده در استرالیا به اعتراض‌های خود ادامه می‌دهیم.
- داوود ناجی همچنین در این تظاهرات از رهبران کشورهای اروپایی خواست:

از کمک‌های شما برای افغانستان مدرن و خون سربازان تان که برای امنیت ما ریخته شده تقدیر و سپاس‌گزاری می‌کند اما می‌خواهیم که از این کمک‌ها به افغانستان نظارت کنید زیرا؛ پول‌های شما برای رهایی کسانی استفاده می‌شود که خون سربازان شما را ریخته‌اند.
همزمان با این تظاهرات عده دیگری از هواداران جنبش روشنایی در توئیتر با هشتگ رسمی این کنفرانس «MSC2017» این تظاهرات را پشتیبانی می‌کردند.

### تظاهرات ۱۴ حمل ۱۳۹۶ کانبرا استرالیا

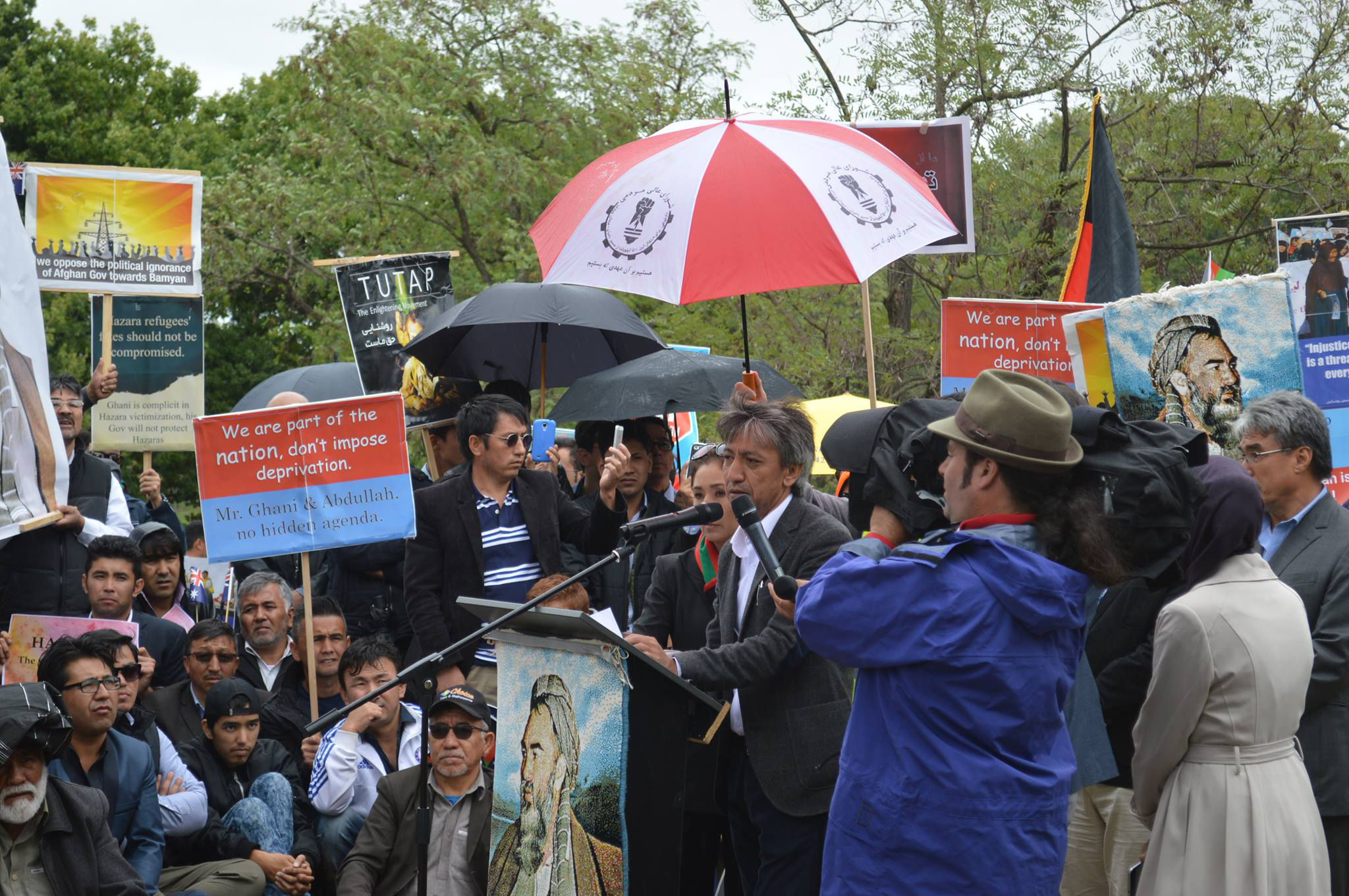
تظاهرات جنبش روشنایی در کانبرا استرالیا در ۱۴ حمل/فروردین ۱۳۹۶ با حضور داوود ناجی.

همزمان با سفر اشرف غنی به استرالیا و دیدار با سران این کشور، هزاران تن از هواداران جنبش روشنایی در کانبرا در مقابل ساختمان خانه دولت در محل ملاقات اشرف غنی با پیتر کازگرو دست به تظاهرات زدند. این تظاهرات به دلیل سیاست‌های تبعیض‌آمیز دولت و احتمال گفتگو در خصوص اخراج مهاجرین از استرالیا برگزار شده بود. در این تظاهرات، مظاهره‌کنندگان خواستار بازنگری قرار داد اخراج مهاجرین که در سال ۲۰۱۱ میان افغانستان و استرالیا به امضا رسیده بود شدند.
شبکه‌ای بی سی استرالیا تظاهرات کنندگان را بیش از ۴۰۰۰ نفر برآورده کرده بود و در بسیاری از رسانه‌های دنیا از جمله گاردین٫ واشینگتن پست بایگانی‌شده  در ۴ آوریل ۲۰۱۷ توسط Wayback Machine، ای بی سی استرالیا، اسکای نیوز استرالیا، رادیو آزادی و بسیاری از رسانه‌های خارجی و داخلی افغانستان قرار گرفت.
شاه حسین مرتضوی معاون سخنگوی دولت افغانستان در پستی در صفحه فیس‌بوک خود هواداران جنبش روشنایی را مقلدین مجاهدین خلق خطاب کرده بود٫ مورد اعتراض هواداران این جنبش قرار گرفت.

### تظاهرات و تجمع ۱ جوزا ۱۳۹۶ واشینگتن آمریکا
در ۱ جوزا ۱۳۹۶ هواداران جنبش روشنایی به اعتراض به انتقال مسیر برق توتاپ و تبعیض علیه هزاره‌ها در مقابل کاخ سفید و بانک انکشاف آسیایی دست به تجمع و تظاهرات زدند. معترضان در این تظاهرات خواستار توجه جامعه جهانی به خواسته‌های جنبش روشنایی و حمایت مالی بانک انکشاف آسیایی در خصوص حمایت از پروژه توتاپ که مورد مناقشه هست را خلاف اساس‌نامه آن‌ها اعلام کردند و خواستار انتقال برق از مسیر بامیان شدند. هم‌زمان با این تظاهرات هواداران دیگر جنبش روشنایی در طوفان توییتری نیز اعتراضات خود را مطرح کردند.

### دیگر تظاهرات هواداران جنبش روشنایی
- تحصن صدها تن از هواداران جنبش روشنایی در مقابل پارلمان بریتانیا در اعتراض به تغییر خط برق از مسیر اصلی بامیان.[۱۰]
- تظاهرات صدها تن از هواداران جنبش روشنایی در تاریخ ۲۲ ثور ۱۳۹۵ در هرات.[۴۹]
- تظاهرات صدها تن از هوادارن جنبش روشنایی در تاریخ ۲۸ ثور ۱۳۹۵ در کانبرا استرالیا مقابل سفارت افغانستان.[۵۰]
- تظاهرات در نشست سران ناتو در تاریخ ۱۹ تیر ۱۳۹۵ در ورشو لهستان.[۵۱]

## مراسم سالگرد درگذشت عبدالعلی مزاری
در ۱۳ حوت ۱۳۹۵ جنبش روشنایی مراسمی را برای بیست و دومین سالگرد ترور عبدالعلی مزاری در کابل برگزار کردند. این مراسم در حالی برگزار شد که گردان امنیت کابل در اطلاعیه‌ای اعلام کرد که امنیت این مراسم را بر عهده نمی‌گیرد. با اینکه این مراسم به دلیل تأمین نشدن امنیت توسط پلیس لغو شده بود هزاران تن از هواداران جنبش در این مراسم حضور یافتند. در این مراسم رهبران جنبش برنامه‌هایی در خصوص ساختارمند شدن جنبش و برگزاری کنگره‌ای در بامیان به منظور تصمیم‌گیری در خصوص وضعیت هزاره‌ها را اعلام کردند.

## طوفان‌های توییتری هواداران جنبش روشنایی
همزمان با تظاهرات جنبش روشنایی در شهرهای گوناگون، عده‌ای از حامیان این جنبش از سراسر دنیا با نوشتن توییت‌هایی در خصوص عدالت‌خواهی و رفع تبعیض علیه اقوام دست به اعتراض می‌زنند. هواداران جنبش در توییت‌هایی که برای مطرح شدن وضعیت هزاره‌ها در توییتر زدند، خواستار توجه جدی جامعه جهانی در خصوص وضعیتشان در افغانستان شدند. دلایل برپا کردن طوفان‌های توییتری پر مخاطب بودن این رسانه در فضای مجازی و حضور اکثریت توسط سیاستمداران، رسانه‌ها و ژورنالیستان در این رسانه اجتماعی عنوان شده‌است.

### طوفان توییتری با هشتگ Enlightenment
پس از ممنوع شدن تظاهرات در پس از حمله خونین دوم اسد، هزاران تن از هواداران جنبش روشنایی از طریق توییتر دست به اعتراض علیه دولت زدند. این طوفان توییتری که از ابتدای صبح آغاز شده بود با استفاده از هشتگ Enlightenment توییت‌هایی با مضمون عدالت‌خواهی، انکشاف متوازن و رفع تبعیض علیه هزاره را به نشر می‌رساندند. آن‌ها با داغ کردن این موضوع خواستار توجه جهانیان به تبعیض علیه هزاره‌ها شدند. در این طوفان توییتری ۸ هزار نفر شرکت کرده بودند و بیش از ۳۸۰ هزار توییت به نشر رساندند.

### طوفان توییتری با هشتگ Justice4Hazaras
همزمان با مراسم چهلم جان باختگان فاجعه دوم اسد در تاریخ ۱۱ سنبله ۱۳۹۵ دست به طوفان توییتری زدند تا صدای عدالت‌خواهی خود را به گوش جهانیان برسانند. طرفداران جنبش روشنایی در توییت‌های خود پیام‌هایی با موضوعات عدالت‌خواهی برای تمام اقوام افغانستان، عدالت برای هزاره‌ها، نفی تبعیض، تأکید بر عبور برق وارداتی ترکمنستان از مسیر بامیان، انتقاد از عملکرد تبعیض‌آمیز سران حکومت افغانستان از جمله اشرف غنی و حنیف اتمر و مخالفت با اخراج اجباری پناهجویان از کشورهای اروپایی به نشر رساندند.

### طوفان توییتری با هشتگ MSC2017
همزمان با تظاهرات هواداران جنبش روشنایی در مونیخ که هم‌زمان با برگزاری کنفرانس امنیتی مونیخ برگزار شده بود، هوادارن جنبش روشنایی از سراسر جهان با استفاده از هشتگ رسمی این کنفرانس که از سوی مقامات و خبرنگاران کشورهای مختلف برای اطلاع‌رسانی کنفرانس استفاده می‌شد توییت‌های با مضامین عدالت‌خواهی برای تمام اقوام افغانستان، عدالت برای هزارهها، نفی تبعیض، تأکید بر عبور برق وارداتی ترکمنستان از مسیر بامیان، انتقاد از عملکرد تبعیض‌آمیز سران حکومت افغانستان از جمله اشرف غنی و حنیف اتمر و مخالفت با اخراج اجباری پناهجویان از کشورهای اروپایی در توییتر پست می‌کردند.
خبرگزاری Warefare Today این اقدام هواداران جنبش روشنایی را نوعی نبرد در رسانه‌های اجتماعی توصیف کرده‌است.

### طوفان توییتری با هشتگ CanberraRally
همزمان با تظاهرات جنبش روشنایی در کانبرا استرالیا٫ هزاران تن از هواداران این جنبش از سراسر دنیا با هشتگ CanberraRally این تظاهرات را پشتیبانی می‌کردند. آن‌ها در این طوفان خواستار توجه جهانیان به تبعیض علیه هزاره در افغانستان، کشتار هزاره‌ها و همچنین اقدامات تبعیض‌آمیز دولت در برابر هزاره‌ها، جلوگیری از اخراج اجباری مهاجرین به افغانستان توییت نشر می‌کردند. هشتگ CanberraRally توانست در لیست مطالب داغ استرالیا و افغانستان قرار بگیرد.

### طوفان توئیتری با هشتگ Enlightenment و ۲۲ May
همزمان با تظاهرات هواداران جنبش روشنایی در واشینگتن آمریکا و در مقابل کاخ سفید و بانک انکشاف آسیایی، از سوی هواداران و اعضای جنبش در افغانستان و کشورهای جهان طوفانی توئیتری با هشتگ Enlightenment و ۲۲ May به راه انداخته شد.

## نا فرمانی مدنی هواداران جنبش روشنایی
در ۱۸ قوس (آذر) اعضای شورای عالی جنبش روشنایی اعلام کردند که دولت وارد گفتگو با سران جنبش روشنایی نشده و جنبش خواهان ورود به فاز جدیدی از مبارزه مدنی با پرداخت نکردن مالیات و قبوض برق شده تا دولت را وادار بسازد به خواسته آنان عمل کنند. پس از این اقدام عده زیادی از مردم از پرداخت مالیات و قبوض برق سرباز زدند که منجر به قطع برق منازل و مکان‌هایشان شد، اما اعضای جنبش برق قطع شده مردم را دوباره وصل کردند.

## اهداف جنبش روشنایی
در مراسم سالگرد ترور عبدالعلی مزاری رهبران جنبش روشنایی از ساختارمند شدن و هدفمند شدن فعالیت‌های جنبش در سال ۱۳۹۶ خبر دادند. به همین دلیل نمایندگان جنبش روشنایی در سفرهایی به کشورهای مختلف دنیا به دیدار و گفتگو با مردم و افراد پرداختند تا در کنگره‌ای که قرار هست در آینده در بامیان برگزار شود در خصوص وضعیت هزاره‌ها و برون رفت از وضعیت فعلی تصمیم‌گیری کنند.

## اولین سالگرد حملات مرگبار
- در مرداد ۱۳۹۶ در سالگرد حملات انتحاری مرگبار به تظاهرات اعضای جنبش روشنایی در میدان دهمزنگ در غرب کابل، اشرف غنی رئیس‌جمهور افغانستان با سران این جنبش نشست برگزار کرد.[۲]
- روز دوشنبه ۲ اسد/مرداد ماه ۱۳۹۶ فعالان جنبش روشنایی طی بیانیه‌ای برگزاری تظاهراتی که قرار بود در سالگرد فاجعه میدان دهمزنگ در این روز برگزار شود را لغو کرده‌اند. در بیانیه منتشر شده علت لغو تظاهرات عدم امکان تأمین امنیت آن توسط نیروهای امنیتی اعلام شده‌است.[۶۵]

## مذاکره با دولت
پس از لغو تظاهرات ۲ اسد ۱۳۹۶، دولت افغانستان اعلام کرد که حاضر به گفتگو با سران جنبش روشنایی هست. در نتیجه آن در شب دوم اسد ۱۳۹۶ دولت و جنبش روشنایی برای مذاکرات جدی و جامع توافق اولیه را بدست آوردند. دولت افغانستان دو ماه پس از این توافق در حکمی در تاریخ ۲۶ سنبله/شهریور ۱۳۹۶ اعلام کرد که آغاز گفتگوها برای بررسی مطالبات جنبش روشنایی در ۴ میزان/مهر ۱۳۹۶ آغاز و کمیسیونی به این منظور تشکیل می‌شود. مهلت کاری این کمیسیون در ۱۳ قوس/آذر ۱۳۹۶ پایان یافت و نتیجه آن به رئیس‌جمهور افغانستان نیز ارسال شد، اما پس از دو هفته از پایان کمیسیون و ارسال نتیجه مذاکرات، دولت هیچ پاسخی به نتیجه کمیسیون نداد و به همین منظور سران جنبش روشنایی در ۳ جدی/دی ۱۳۹۶ در کنفرانسی نتیجه مذاکرات ۵ ماهه خود را در اختیار رسانه‌ها قرار داد و اعلام کرد که طبق این گزارش بهترین مسیر برای انتقال برق توتاپ از مسیر بامیان هست و دولت با انتقال این خط برق از بامیان مرتکب اشتباه شده‌است.